# Welden
Welden è un comune tedesco di 3 579 abitanti, situato nel land della Baviera.